# XII Legislatura de la Junta General del Principado de Asturias
La XII Legislatura de la Junta General del Principado de Asturias, comenzó el 26 de junio de 2023 y finalizará en 2027, salvo disolución previa por parte del presidente del Principado. Sus miembros fueron elegidos en las elecciones autonómicas del 28 de mayo de 2023. Sucedió a la XI Legislatura y es paralela al segundo gobierno de Adrián Barbón. 

## Elección
Los 45 diputados de la XII legislatura fueron elegidos en las elecciones autonómicas del 28 de mayo de 2023, que se celebraron simultáneamente en 12 comunidades autónomas y en las 2 ciudades autónomas. Coincidieron también con las elecciones municipales.
La formación más votada sería el PSOE, partido liderado por el presidente del Principado Adrián Barbón. Dicha formación conseguiría 19 escaños. La siguiente fue el Partido Poplar con 17 diputados, seguidos de Vox con 4, la coalición electoral Convocatoria por Asturias con 3 diputados y Podemos y Foro Asturias con 1 diputado cada una.

## Sesión constitutiva y elección del Presidente de la Junta General
El nuevo parlamento se reunió por primera vez el 26 de junio de 2023, resultando elegido por mayoría absoluta Juan Cofiño (PSOE) como Presidente de la Junta General, tras alcanzar la mayoría absoluta al recibir los apoyos de su grupo parlamentario, Convocatoria por Asturias y Foro Asturias.
| Presidente            | Presidente | Presidente | Presidente |
| Candidato             | Candidato  | Candidato  | Votos      |
| --------------------- | ---------- | ---------- | ---------- |
| Juan Cofiño           |            | FSA-PSOE   | 23         |
| José Manuel Felgueres |            | PP         | 17         |
| Gonzalo Centeno       |            | Vox        | 4          |
| En blanco             | En blanco  | En blanco  | 1          |
| Total                 | Total      | Total      | 45         |

## Elección del Presidente del Consejo de Gobierno

### Proceso de elección
La elección del Presidente del Principado de Asturias está regulada por la ley autonómica 6/1984, que sigue el llamado «modelo de pura elección». Se produce tras la constitución de la Junta General del Principado o con el cese del anterior presidente. Serán candidatos a Presidente todos aquellos diputados que hayan sido propuestos por un mínimo de cinco de ellos. En consecuencia, puede haber más de un candidato.
Todos los candidatos expondrán su programa de gobierno en la misma sesión y, tras ella, se celebrará la primera votación, conjunta para todos ellos. Si algún candidato obtuviera mayoría absoluta en esta votación, resultaría elegido. En caso contrario, se realizaría una nueva votación, transcurridas 48 horas, con únicamente los dos candidatos más votados. En este caso, resultaría elegido el candidato con mayor número de votos (mayoría simple). En caso de empate, se repetiría la votación cada 48 horas como mínimo. En todos los casos, los diputados votan públicamente y por llamamiento, contestando con el nombre de un candidato o con la expresión «me abstengo». Si pasados dos meses desde la constitución de la Junta General, no ha sido elegido ningún candidato, ésta quedará disuelta procediéndose a convocar nuevas elecciones.

### Sesión de investidura
La sesión de investidura discurrió los días 18 y 19 de julio. El 19 de julio se votó al presidente del Principado de Asturias, siendo el único candidato el presidente en funciones Adrián Barbón. Recibió los votos a favor de su partido (FSA-PSOE), Convocatoria por Asturias y Podemos. Dio vía libre la formación de su segundo gobierno.
| Fecha                                                   | Candidato                |    |    |   |   |   |   | Total |
| ------------------------------------------------------- | ------------------------ | -- | -- | - | - | - | - | ----- |
| 19 de julio de 2023 Mayoría requerida: Absoluta (23/45) | Adrián Barbón (FSA-PSOE) | 19 | -  | - | 3 | 1 | - | 23/45 |
| 19 de julio de 2023 Mayoría requerida: Absoluta (23/45) | Abstención               | -  | 17 | 4 | - | - | 1 | 22/45 |

## Senadores designados
El Senado de España está conformado por un total de 265 senadores, de los cuales tan sólo 208 son elegidos por sufragio directo en las elecciones generales. Los 57 restantes son designados por los parlamentos autonómicos. Asturias cuenta con 4 senadores de elección directa y 2 de designación autonómica, que son nombrados por la Junta General del Principado de Asturias para servir el período de duración de la legislatura autonómica.
Por norma general, los senadores designados se corresponden a una distribución proporcional teniendo en cuenta el número de escaños de cada grupo parlamentario, sin embargo, los pactos entre partidos pueden implicar que los senadores correspondan a grupos parlamentarios más minoritarios.
La Mesa de la Junta General es la que asigna a cada grupo el número de senadores que le corresponde aplicando el método D'Hôndt al número de escaños. Sin embargo, los grupos pueden proponer a cualquier candidato, sin que necesariamente este forme parte del mismo. Finalmente, los candidatos son sometidos a votación en el Pleno de la Junta General, aunque realmente se trata de un mero trámite, ya que no se puede votar en contra de ninguno de los candidatos, tan sólo a favor o en blanco.
| Nombre | Nombre                | GP Junta General | GP Junta General | GP Senado | GP Senado  | Votos a favor |
| ------ | --------------------- | ---------------- | ---------------- | --------- | ---------- | ------------- |
|        | Enrique Fernández     |                  | Socialista       |           | Socialista | 19/45         |
|        | José Manuel Rodríguez |                  | Popular          |           | Popular    | 17/45         |

## Diputados
| Diputados de la XII Legislatura de la Junta General del Principado de Asturias | Diputados de la XII Legislatura de la Junta General del Principado de Asturias | Diputados de la XII Legislatura de la Junta General del Principado de Asturias | Diputados de la XII Legislatura de la Junta General del Principado de Asturias | Diputados de la XII Legislatura de la Junta General del Principado de Asturias | Diputados de la XII Legislatura de la Junta General del Principado de Asturias | Diputados de la XII Legislatura de la Junta General del Principado de Asturias | Diputados de la XII Legislatura de la Junta General del Principado de Asturias |
| Nombre                                                                         | Circunscripción                                                                | Partido                                                                        | Partido                                                                        | GP                                                                             | Asumió                                                                         | Abandonó                                                                       | Notas                                                                          |
| ------------------------------------------------------------------------------ | ------------------------------------------------------------------------------ | ------------------------------------------------------------------------------ | ------------------------------------------------------------------------------ | ------------------------------------------------------------------------------ | ------------------------------------------------------------------------------ | ------------------------------------------------------------------------------ | ------------------------------------------------------------------------------ |
| Adrián Barbón                                                                  | Central                                                                        |                                                                                | FSA-PSOE                                                                       | Socialista                                                                     | 26 de junio de 2023                                                            |                                                                                | Presidente del Consejo de Gobierno                                             |
| Concepción Saavedra                                                            | Central                                                                        |                                                                                | FSA-PSOE                                                                       | Socialista                                                                     | 26 de junio de 2023                                                            | 9 de agosto de 2023                                                            | Sustituida por Ricardo Fernández                                               |
| Juan Cofiño González                                                           | Central                                                                        |                                                                                | FSA-PSOE                                                                       | Socialista                                                                     | 26 de junio de 2023                                                            |                                                                                | Presidente de la Junta General                                                 |
| José Ramón García                                                              | Central                                                                        |                                                                                | FSA-PSOE                                                                       | Socialista                                                                     | 26 de junio de 2023                                                            |                                                                                |                                                                                |
| Celia Fernández                                                                | Central                                                                        |                                                                                | FSA-PSOE                                                                       | Socialista                                                                     | 26 de junio de 2023                                                            |                                                                                | Vicepresidenta primera de la Junta                                             |
| Enrique Fernández                                                              | Central                                                                        |                                                                                | FSA-PSOE                                                                       | Socialista                                                                     | 26 de junio de 2023                                                            |                                                                                |                                                                                |
| Mónica Ronderos                                                                | Central                                                                        |                                                                                | FSA-PSOE                                                                       | Socialista                                                                     | 26 de junio de 2023                                                            |                                                                                |                                                                                |
| Luis Ramón Fernández Huerga                                                    | Central                                                                        |                                                                                | FSA-PSOE                                                                       | Socialista                                                                     | 26 de junio de 2023                                                            |                                                                                |                                                                                |
| Ana Isabel Puerto                                                              | Central                                                                        |                                                                                | FSA-PSOE                                                                       | Socialista                                                                     | 26 de junio de 2023                                                            |                                                                                |                                                                                |
| René Suárez                                                                    | Central                                                                        |                                                                                | FSA-PSOE                                                                       | Socialista                                                                     | 26 de junio de 2023                                                            |                                                                                |                                                                                |
| Noelia Macías                                                                  | Central                                                                        |                                                                                | FSA-PSOE                                                                       | Socialista                                                                     | 26 de junio de 2023                                                            |                                                                                |                                                                                |
| Ana Isabel González Cachero                                                    | Central                                                                        |                                                                                | FSA-PSOE                                                                       | Socialista                                                                     | 26 de junio de 2023                                                            |                                                                                |                                                                                |
| Ricardo Fernández                                                              | Central                                                                        |                                                                                | FSA-PSOE                                                                       | Socialista                                                                     | 14 de agosto de 2023                                                           |                                                                                | Sustituye a Concepción Saavedra                                                |
| Marcelino Marcos Líndez                                                        | Occidente                                                                      |                                                                                | FSA-PSOE                                                                       | Socialista                                                                     | 26 de junio de 2023                                                            |                                                                                |                                                                                |
| Alba Álvarez Núñez                                                             | Occidente                                                                      |                                                                                | FSA-PSOE                                                                       | Socialista                                                                     | 26 de junio de 2023                                                            |                                                                                |                                                                                |
| Lidia Fernández                                                                | Occidente                                                                      |                                                                                | FSA-PSOE                                                                       | Socialista                                                                     | 26 de junio de 2023                                                            |                                                                                |                                                                                |
| Gimena Llamedo González                                                        | Oriente                                                                        |                                                                                | FSA-PSOE                                                                       | Socialista                                                                     | 26 de junio de 2023                                                            |                                                                                |                                                                                |
| Ángel Ricardo Morales Fuentecilla                                              | Oriente                                                                        |                                                                                | FSA-PSOE                                                                       | Socialista                                                                     | 26 de junio de 2023                                                            |                                                                                |                                                                                |
| María Esther Freile Fernández                                                  | Oriente                                                                        |                                                                                | FSA-PSOE                                                                       | Socialista                                                                     | 26 de junio de 2023                                                            |                                                                                |                                                                                |
| Diego Canga Fano                                                               | Central                                                                        |                                                                                | PP                                                                             | Popular                                                                        | 26 de junio de 2023                                                            | 14 de octubre de 2023                                                          | Sustituido por Pedro de Rueda                                                  |
| Pilar Fernández Pardo                                                          | Central                                                                        |                                                                                | PP                                                                             | Popular                                                                        | 26 de junio de 2023                                                            |                                                                                | Segunda secretaria de la Junta                                                 |
| Beatriz Polledo Enríquez                                                       | Central                                                                        |                                                                                | PP                                                                             | Popular                                                                        | 26 de junio de 2023                                                            |                                                                                |                                                                                |
| Pablo González Menéndez                                                        | Central                                                                        |                                                                                | PP                                                                             | Popular                                                                        | 26 de junio de 2023                                                            |                                                                                |                                                                                |
| José Cuevas-Mons                                                               | Central                                                                        |                                                                                | PP                                                                             | Popular                                                                        | 26 de junio de 2023                                                            |                                                                                | Vicepresidente segundo de la Junta                                             |
| Gloria García Fernández                                                        | Central                                                                        |                                                                                | PP                                                                             | Popular                                                                        | 26 de junio de 2023                                                            |                                                                                |                                                                                |
| Andrés David Ruiz Riestra                                                      | Central                                                                        |                                                                                | PP                                                                             | Popular                                                                        | 26 de junio de 2023                                                            |                                                                                |                                                                                |
| Susana Fernández Arias                                                         | Central                                                                        |                                                                                | PP                                                                             | Popular                                                                        | 26 de junio de 2023                                                            |                                                                                |                                                                                |
| José Luis Costillas Gutiérrez                                                  | Central                                                                        |                                                                                | PP                                                                             | Popular                                                                        | 26 de junio de 2023                                                            |                                                                                |                                                                                |
| Sandra Camino Rodríguez                                                        | Central                                                                        |                                                                                | PP                                                                             | Popular                                                                        | 26 de junio de 2023                                                            |                                                                                |                                                                                |
| Manuel Cifuentes Corujo                                                        | Central                                                                        |                                                                                | PP                                                                             | Popular                                                                        | 26 de junio de 2023                                                            |                                                                                |                                                                                |
| Rafael Alonso Alonso                                                           | Central                                                                        |                                                                                | PP                                                                             | Popular                                                                        | 26 de junio de 2023                                                            |                                                                                |                                                                                |
| Álvaro Queipo Somoano                                                          | Occidente                                                                      |                                                                                | PP                                                                             | Popular                                                                        | 26 de junio de 2023                                                            |                                                                                |                                                                                |
| Salvador Méndez Méndez                                                         | Occidente                                                                      |                                                                                | PP                                                                             | Popular                                                                        | 26 de junio de 2023                                                            |                                                                                |                                                                                |
| Cristina Vega Morán                                                            | Occidente                                                                      |                                                                                | PP                                                                             | Popular                                                                        | 26 de junio de 2023                                                            |                                                                                |                                                                                |
| Pedro de Rueda                                                                 | Central                                                                        |                                                                                | PP                                                                             | Popular                                                                        | 24 de octubre de 2023                                                          |                                                                                | Sustituye a Diego Canga                                                        |
| Carolina López Fernández                                                       | Central                                                                        |                                                                                | Vox                                                                            | Vox                                                                            | 26 de junio de 2023                                                            |                                                                                |                                                                                |
| Javier Jové Sandoval                                                           | Central                                                                        |                                                                                | Vox                                                                            | Vox                                                                            | 26 de junio de 2023                                                            |                                                                                |                                                                                |
| Sara Concepción Álvarez Rouco                                                  | Central                                                                        |                                                                                | Vox                                                                            | Vox                                                                            | 26 de junio de 2023                                                            |                                                                                |                                                                                |
| Gonzalo Centeno Martín                                                         | Central                                                                        |                                                                                | Vox                                                                            | Vox                                                                            | 26 de junio de 2023                                                            |                                                                                |                                                                                |
| Ovidio Zapico González                                                         | Central                                                                        |                                                                                | CxA                                                                            | CxAst                                                                          | 26 de junio de 2023                                                            |                                                                                |                                                                                |
| Delia Campomanes Isidoro                                                       | Central                                                                        |                                                                                | CxA                                                                            | CxAst                                                                          | 26 de junio de 2023                                                            |                                                                                | Primera secretaria de la Junta                                                 |
| Xabel Vegas                                                                    | Central                                                                        |                                                                                | CxA                                                                            | CxAst                                                                          | 26 de junio de 2023                                                            |                                                                                |                                                                                |
| Adrián Pumares                                                                 | Central                                                                        |                                                                                | FORO                                                                           | Mixto                                                                          | 26 de junio de 2023                                                            |                                                                                |                                                                                |
| Covadonga Tomé                                                                 | Central                                                                        |                                                                                | Podemos                                                                        | Mixto                                                                          | 26 de junio de 2023                                                            |                                                                                |                                                                                |

#### Grupos parlamentarios
|                                                  | Socialista                | 19 |
|                                                  | Popular                   | 17 |
|                                                  | Vox                       | 4  |
|                                                  | Convocatoria por Asturias | 3  |
|                                                  | Mixto                     | 2  |
| Fuente: Junta General del Principado de Asturias |                           |    |

#### La Junta de Portavoces
| Cargo                                            | Cargo                      | Titular                      | Lista          |
| ------------------------------------------------ | -------------------------- | ---------------------------- | -------------- |
| Presidente                                       | Presidente                 | Juan Cofiño                  | FSA-PSOE       |
| Vicepresidenta primera                           | Vicepresidenta primera     | Celia Fernández              | FSA-PSOE       |
| Vicepresidente segundo                           | Vicepresidente segundo     | José Agustín Cuevas-Mons     | PP de Asturias |
| Secretario primero                               | Secretario primero         | Delia Campomanes             | IU             |
| Secretario segundo                               | Secretario segundo         | Pilar Fernández Pardo        | PP de Asturias |
| Portavoces titulares                             |                            |                              |                |
|                                                  | Portavoz del GP Socialista | María Dolores Carcedo García | FSA-PSOE       |
|                                                  | Portavoz del GP Popular    | Álvaro Queipo                | PP de Asturias |
|                                                  | Portavoz del GP Vox        | Carolina López Fernández     | VOX            |
|                                                  | Portavoz del GP CxAst      | Ovidio Zapico                | IU             |
|                                                  | Portavoz del GP Mixto      | Covadonga Tomé               | Podemos        |
| Adrián Pumares Suárez                            | Portavoz del GP Mixto      | Foro Asturias                |                |
| Fuente: Junta General del Principado de Asturias |                            |                              |                |

#### Las Comisiones
| Comisiones de la Junta General del Principado de Asturias               |                               |       |       |
| Comisión                                                                | Presidencia                   | Grupo | Grupo |
| Ciencia, Empresas, Formación y Empleo                                   | Alba Álvarez Núñez            |       |       |
| Control de Radiotelevisión del Principado de Asturias, SAU              | Noelia Macías Mariano         |       |       |
| Derechos Sociales y Bienestar                                           | Pilar Fernández Pardo         |       |       |
| Educación                                                               | José Luis Costillas Gutiérrez |       |       |
| Fomento, Cooperación Local y Prevención de Incendios                    | Beatriz Polledo Enríquez      |       |       |
| Hacienda y Fondos Europeos                                              | Sandra María Camino Rodríguez |       |       |
| Medio Rural y Política Agraria                                          | Mónica Ronderos García        |       |       |
| Ordenación de Territorio, Urbanismo, Vivienda y Derechos Ciudadanos     | Delia Campomanes Isidoro      |       |       |
| Peticiones y Derechos Fundamentales                                     | Adrián Pumares Suárez         |       |       |
| Presidencia, Reto Demográfico, Igualdad y Turismo, y de Vicepresidencia | Luis Ramón Fernández Huerga   |       |       |
| Reglamento                                                              | Juan Manuel Cofiño González   |       |       |
| Salud                                                                   | Ricardo Fernández Rodríguez   |       |       |
| Transición Ecológica, Industria y Desarrollo Económico                  | Jacinto Braña Santos          |       |       |